# HD169952
HD169952 — хімічно пекулярна зоря спектрального класу B9, що має видиму зоряну величину в смузі V приблизно  7,3.
Вона  розташована на відстані близько 1203,5 світлових років від Сонця.

## Фізичні характеристики
Телескоп Гіппаркос зареєстрував фотометричну змінність  даної зорі з періодом    2,12 доби в межах від  Hmin= 7,36 до  Hmax= 7,31.

## Пекулярний хімічний склад
Зоряна атмосфера HD169952 має підвищений вміст 
Si
.